# Pontiac Catalina
Pontiac Catalina — серия полноразмерных автомобилей, выпускавшихся компанией Pontiac с 1950 по 1981 год.

## История

### 1950—1958
Изначально название Catalina принадлежало предшественнику серий 25/27, а с 1954 года под этим индексом выпускался Pontiac Star Chief. Названия Каталина и Бель Эйр также носят общины в Южной Калифорнии. До 1958 года все хардтопы носили индекс Catalina, за исключением Pontiac Bonneville.

#### Галерея
- Pontiac Chieftain Catalina 1953
- Pontiac Star Chief Catalina
- Pontiac Chieftain Catalina
- Pontiac Star Chief Custom Catalina
- 1956 Pontiac Chieftain Catalina
- 1956 Pontiac Chieftain Catalina
- 1957 Pontiac Chieftain Catalina
- 1957 Pontiac Star Chief Catalina
- 1957 Pontiac Star Chief Catalina
- 1958 Pontiac Chieftain Catalina

### 1959—1960
В 1959 году компания Pontiac отказалась от названий Chieftain и Super Chief. От предыдущих моделей автомобиль Pontiac Catalina отличался «разрезной» решёткой радиатора.
Колёсная база автомобилей Pontiac Catalina и Pontiac Star Chief составляла 122—124 дюйма. Длина была на 7 дюймов короче, чем у Pontiac Bonneville.
В 1960 году автомобиль Pontiac Catalina прошёл рестайлинг радиаторной решётки. Она была удлинена во всю ширину, как и у автомобилей Cord 810/812.

#### Продажи
|       | Продано за год |
| ----- | -------------- |
| 1959  | 231,561        |
| 1960  | 210,934        |
| Всего | 442,495        |

#### Галерея
- 1959 Pontiac Catalina Vista HT (Series 21)
- Вид спереди

### 1961—1964
В отличие от предыдущих моделей, кузов был уменьшен, а колёсная база была уменьшена до 119 мм. Длина была уменьшена до 5300 мм, а колея — до 2032 мм. В 1962 году автомобиль прошёл фейслифтинг.

#### Продажи
|       | Продано за год |
| ----- | -------------- |
| 1961  | 113,354        |
| 1962  | 204,654        |
| 1963  | 234,549        |
| 1964  | 257,768        |
| Всего | 810,325        |

#### Галерея
- 1961 Pontiac Catalina (Series 23)
- 1961 Pontiac Catalina Safari
- 1962 Pontiac Catalina Vista
- 1963 Pontiac Catalina
- 1964 Pontiac Catalina Safari
- M2-F1

### 1965—1970
В 1965 году автомобиль Pontiac Catalina прошёл кардинальный рестайлинг, аналогичный Pontiac Bonneville. Платформа GM B является четвёртой самой продаваемой в истории после Volkswagen Beetle, Ford Model T и Lada Riva.

#### Продажи
|       | Продано за год |
| ----- | -------------- |
| 1965  | 271,058        |
| 1966  | 247,927        |
| 1967  | 211,405        |
| 1968  | 240,971        |
| 1969  | 212,851        |
| 1970  | 193,986        |
| Всего | 1,378,198      |

#### Галерея
- 1967 Pontiac Catalina (Series 252)
- 1965 Pontiac Catalina Vista
- 1966 Pontiac Catalina
- 1967 Pontiac Catalina
- 1968 Pontiac Catalina Hardtop Coupe
- 1969 Pontiac Catalina
- 1970 Pontiac Catalina Convertible

### 1971—1976
В 1971 году полноразмерные автомобили Pontiac были модернизированы по аналогии с Pontiac Firebird. Наиболее заметным изменением стало добавление вентиляции с электроприводом.
В 1972 году автомобили получили новые радиаторные решётки в стиле Гран-при и более прочные передние бамперы, которые выдерживают столкновения со скоростью до 5 миль в час (8 км/ч). Остальные доработки происходили с 1975 года.
Конкурентами являлись Toyota Cressida, Mercedes-Benz 280E и BMW 530.

#### Продажи
|       | Продано за год |
| ----- | -------------- |
| 1971  | 129,983        |
| 1972  | 228,262        |
| 1973  | 237,065        |
| 1974  | 110,599        |
| 1975  | 90,011         |
| 1976  | 62,497         |
| Всего | 858,417        |

#### Галерея
- 1972 Pontiac Catalina (Series 252)
- 1971 Pontiac Catalina
- 1972 Pontiac Catalina Hardtop Coupe
- 1973 Pontiac Catalina Hardtop Coupe
- 1974 Pontiac Catalina Hardtop Coupe

### 1977—1981
В 1977 году подразделения General Motors сократили габариты полноразмерных автомобилей. До 1978 года выпускалась модель Pontiac 400, а до 1980 года —  Pontiac 350. В 1981 году автомобиль Pontiac Catalina был снят с производства.

#### Продажи
|       | Продажи за год |
| ----- | -------------- |
| 1977  | 61,678         |
| 1978  | 48,931         |
| 1979  | 33,531         |
| 1980  | 13,727         |
| 1981  | 7,530          |
| Всего | 214,328        |

#### Галерея
- Pontiac Laurentian

## Галерея
- 1956 Pontiac Strato Chief
- 1956 Pontiac Laurentian
- 1962 Pontiac Strato Chief
- 1963 Pontiac Laurentian
- 1965 Pontiac Strato Chief
- 1970 Pontiac Laurentian